# Smart Game Format
Smart Game Format (.sgf) kétszemélyes táblajátékok leírására való szöveges formátum. Nagy előnye, hogy lehet vele elágazásokat, különféle jelöléseket és megjegyzéseket is rögzíteni.
A go-játszmák leírására ez a ma elterjedt formátum. A legtöbb goszerver és goprogram ezt használja.
Az SGF fájlok tulajdonságokból (properties) és értékekből (property values) álló párokat tartalmaznak. Például: 
```
PB![Egyik játékos]
PW![Másik játékos]
DT![
2025
-
03
-
19
]
;B![af];W![ah]
```

ahol: PB, PW: a fekete (B) és a fehér (W) játékos neve, DT: dátum, B: fekete lépése, W: fehér lépése